# Nazionale maschile di beach soccer dell'Argentina
La nazionale di beach soccer dell'Argentina rappresenta l'Argentina nelle competizioni internazionali di beach soccer ed è controllata dalla Asociación del Fútbol Argentino (AFA).

## Squadra attuale
Aggiornata a aprile 2015:
| N. |                      | Ruolo | Calciatore           |
| -- | -------------------- | ----- | -------------------- |
| 1  | Argentina (bandiera) | P     | Marcelo Salgueiro    |
| 4  | Argentina (bandiera) | C     | Cristian Cuevas      |
| 2  | Argentina (bandiera) | D     | Jonathan Levi        |
| 3  | Argentina (bandiera) | D     | Santiago Hilaire     |
| 5  | Argentina (bandiera) | D     | Luciano Franceschini |
| 6  | Argentina (bandiera) | C     | Federico Costas      |

| N. |                      | Ruolo | Calciatore       |
| -- | -------------------- | ----- | ---------------- |
| 7  | Argentina (bandiera) | A     | Lucas Medero     |
| 8  | Argentina (bandiera) | C     | Rodrigo Lopez    |
| 9  | Argentina (bandiera) | A     | Federico Hilaire |
| 10 | Argentina (bandiera) | A     | Cesar Leguizamon |
| 11 | Argentina (bandiera) | A     | Luciano Sirico   |
| 12 | Argentina (bandiera) | P     | Dardo Cortes     |

- Allenatore:  Gustavo Casado